# Delitos relativos a la energía nuclear y a las radiaciones ionizantes en España
Los delitos relativos a la energía nuclear y a las radiaciones ionizantes surgieron en el siglo XX durante la guerra fría cuando Estados Unidos comienza a exportar tecnología nuclear para la producción de energía eléctrica a sus aliados europeos pero como condición exige la protección penal de las conductas que podrían poner en peligro los fines pacíficos de dicha tecnología.
La primera regulación del uso de la energía nuclear es la Atomic Energy Act de 30 de julio de 1946, en Estados Unidos. En el código penal español de 1995 están recogidos en los artículos 341 a 345 del Código Penal.
Según De la Cuesta Aguado, hay que distinguir entre delitos relativos a la energía nuclear, que son aquellos que se desarrollan en los procesos industriales para la obtención de energía eléctrica mediante procesos de fisión nuclear, y los delitos relacionados con las radiaciones ionizantes, que serán aquellos relacionados con conductas que utilizan, abusan o se producen con ocasión de la actividad propia de las instalaciones radiactivas.
La diferenciación tiene efectos en cuanto a su ámbito de aplicación. Mientras que los primeros intentan prevenir catástrofes relacionados con el uso de la fisión nuclear, los relativos a las radiaciones protegen de conductas lesivas en las que se utiliza por el sujeto activo la fuente radiactiva como medio comisito.

## Artículo 341
El que libere energía nuclear o elementos radiactivos que pongan en peligro la vida o la salud de las personas o sus bienes, aunque no se produzca explosión, será sancionado con la pena de prisión de quince a veinte años, e inhabilitación especial para empleo o cargo público, profesión u oficio por tiempo de diez a veinte años.

### Conductas típicas
La conducta típica del artículo 341 consiste en liberar energía nuclear o elementos radiactivos. Se designa como energía nuclear a la que procede del núcleo de los átomos. Las principales preocupaciones relacionadas con ello son, el alto nivel de radiactividad que acompaña todo el proceso del combustible nuclear, que dichos combustibles sirven también para la elaboración de armas nucleares, y por último que los residuos generados en la elaboración de combustibles nucleares se mantienen altamente radiactivos durante miles de años.
Puesto que la liberación de energía nuclear en los procesos usuales de fisión es muy peligrosa los autores optan por realizar una interpretación estricta de la expresión liberar energía nuclear, entendiéndola como la realización de procedimientos técnicos que utilicen la energía contenida en el núcleo de los átomos incrementando los riesgos admitidos y autorizados por las correspondientes autorizaciones o sin autorización dentro de las instalaciones autorizadas, o bien permita la salida al exterior de las instalaciones autorizadas de la energía y sus efectos.
Son elementos radiactivos aquellos elementos químicos de la tabla periódica que tienen núcleos inestables y emiten radiación. Estos elementos se consideran liberados cuando se favorece de forma artificial la desintegración radiactiva o se usan sus propiedades fuera del ámbito de lo autorizado y con las adecuadas medidas de seguridad.

### Objetos de la acción
Los objetos sobre los que debe recaer la conducta típica son: la vida, tanto la independiente como la dependiente; la salud, que abarcará su integridad, tanto en el sentido físico como en el psíquico y los bienes de las personas.

### Estructura típica
La conducta delictiva puede realizarse tanto de forma activa como omisiva. Para que la conducta sea típica, el artículo 341 exige además que ponga en peligro la vida o salud de las personas o sus bienes, aunque no se produzca explosión. El legislador solo tipifica los resultados físicos de la emisión que entrañen un peligro para los bienes jurídicos seleccionados. Esto supone la posibilidad de tentativa, que cabrá cuando se realice la conducta, pero por razones ajenas a la voluntad del sujeto activo no se produce la salida al exterior o bien cuando se produce pero no provoca efectos físicos peligrosos. 
La opinión doctrinal mayoritaria entiende que el artículo 341 del Código penal está tipificando un delito de peligro concreto, que requiere para su consumación que se haya creado un peligro para los bienes jurídicos en juego. Por ello el juez penal deberá determinar en cada caso las circunstancias concretas y la descripción típica del delito, así como la existencia o no de un peligro concreto en función de las consecuencias lesivas que el tipo pretende evitar.
En cuanto el número de personas que deben verse afectadas bastará con que se pruebe que una sólo una sufrió los peligros típicos.
Tras comprobar la creación de un peligro concreto y la relación de causalidad entre el peligro creado y la conducta, será preciso determinar si este peligro ha superado los límites del riesgo permitido, que vendrá delimitado por las debidas autorizaciones.

### Sujetos
En principio el tipo penal no exige requisitos especiales, es un delito común, pero las especiales características de la conducta típica supondrán que, generalmente, solo expertos en la materia serán capaces de realizar la conducta.

### Dolo
La conducta se puede realizar tanto por dolo directo como eventual. Este último tendrá una gran incidencia, al ser cometidas la mayor parte de las conductas típicas al asumir riesgos mayores a los permitidos.

## Artículo 342
El que, sin estar comprendido en el artículo anterior, perturbe el funcionamiento de una instalación nuclear o radiactiva, o altere el desarrollo de actividades en las que intervengan materiales o equipos productores de radiaciones ionizantes, creando una situación de grave peligro para la vida o la salud de las personas, será sancionado con la pena de prisión de cuatro a diez años, e inhabilitación especial para empleo o cargo público, profesión u oficio por tiempo de seis a diez años.

### Conductas típicas
Este artículo es subsidiario del artículo 341. Los conceptos de central nuclear y de instalación radiactiva están comprendidos en el artículo 2 de la Ley de Energía Nuclear.
La doctrina entiende por perturbar la alteración del funcionamiento de la instalación nuclear o radiactiva rebajando los estándares de seguridad en relación con las actividades peligrosas que se desarrollan en su interior. Esta perturbación ha de afectar directa o indirectamente al proceso relacionado con la producción de radiaciones ionizantes o con el ciclo de combustible nuclear y el riesgo derivado de ello ha de afectar específicamente a la seguridad relacionada con la producción de energía nuclear o radiaciones ionizantes.
En cuanto a la parte en la que se tipifica la alteración del desarrollo de actividades en las que intervengan materiales o equipos productores de radiaciones ionizantes se aprecia una gran amplitud en la descripción de la conducta típica. Esto obliga a una interpretación restrictiva relacionada con la efectiva peligrosidad de la conducta.

### Resultado típico y prueba de la relación de causalidad
El resultado típico consistirá en la creación de una situación de grave riesgo para la vida o salud de las personas. La mayor parte de la doctrina considera necesario constatar como resultado típico la existencia de una situación gravemente peligrosa para la vida o salud de las personas, son que sea preciso probar que efectivamente hubo personas que vieron peligrar sus bienes jurídicos.
La conducta ha de realizarse de forma dolosa o por dolo eventual, y la conducta imprudente está recogida en el artículo 344 del Código Penal.

## Artículo 343
El que exponga a una o varias personas a radiaciones ionizantes que pongan en peligro su vida, integridad, salud o bienes, será sancionado con la pena de prisión de seis a doce años, e inhabilitación especial para empleo o cargo público, profesión u oficio por tiempo de seis a diez años.

### Conducta típica
La conducta típica consiste en someter a los efectos de las radiaciones ionizantes a una o varias personas. El tipo restringe la exposición a un número limitado e identificable de personas. No es necesario que el Sujeto activo haya producido la emisión radiactiva. 

### El resultado típico
Se trata de un delito de peligro concreto: Debe poner en peligro la vida o la salud de las personas expuestas a la radiación. Habrá que comparar los niveles de exposición concretos con los autorizados, si la exposición se mantuvo en los niveles más bajos posibles.

### Sujetos
En el caso del sujeto pasivo habrá que tenerse en cuenta a efectos de determinar la creación de un riesgo no permitido la distinción efectuada reglamentariamente entre profesional o no; y dentro de los profesionales mujer embarazada o en periodo de lactancia. Respecto al sujeto activo es un delito común por lo que podrá ser realizado por cualquiera, aunque lo normal será que sea cometido por un especialista. Cabe la autoría mediata e incluso la comisión por omisión.

## Artículo 344
Los hechos previstos en los artículos anteriores serán sancionados con la pena inferior en grado, en sus respectivos supuestos, cuando se hayan cometido por imprudencia grave.
Este artículo tipifica la comisión imprudente de los hechos de los artículos 341 a 343 del Código Penal. Los hechos han de ser cometidos por imprudencia grave, entendiendo por tal la derivada de la infracción de una norma de cuidado importante en el conjunto de las que rigen la actividad. También será típica la conducta si, a pesar de manifestarse la imprudencia en una norma de cuidado menos importante se produce el resultado típico. Por otro lado, la exigencia de altos conocimientos técnicos de los operarios cuando estos sean  los sujetos activos, la impericia o desconocimiento servirán para fundamentar la punición por imprudencia. 

## Artículo 345
1. El que se apodere de materiales nucleares o elementos radiactivos, aun sin ánimo de lucro, será sancionado con la pena de prisión de uno a cinco años. La misma pena se impondrá al que sin la debida autorización facilite, reciba, transporte o posea materiales radiactivos o sustancias nucleares, trafique con ellos, retire o utilice sus desechos o haga uso de isótopos radiactivos.
2. Si la sustracción se ejecutara empleando fuerza en las cosas, se impondrá la pena en su mitad superior.
3. Si el hecho se cometiera con violencia o intimidación en las personas, el culpable será castigado con la pena superior en grado.

### Primer párrafo
Apoderarse consiste en trasladar materiales nucleares o radiactivos  ajenos al ámbito propio de actuación, es un delito de resultado en el que se consuma el tipo cuando el objeto de la conducta sale del ámbito de la tutela del sujeto pasivo. Se trata de un delito contra la seguridad colectiva. No cabe consentimiento y la conducta ha de ser dolosa, no está tipificada la imprudencia. El error sobre el carácter típico del objeto ha de ser tratado como error de tipo, de forma que al no estar tipificada la comisión imprudente, el error vencible sobre la cualificación del objeto sería atípico.
Las conductas típicas de la segunda modalidad delictiva serán las de permitir el acceso a materiales radiactivos o nucleares a personas no autorizadas, trasladarlos a un lugar fuera de la instalación radiactiva o nuclear, estar en posesión o comerciar de forma no autorizada con dichos materiales o bien retirar (que implica a su vez el traslado) o utilizar sus desechos aprovechando sus características generalmente radiactivas. Finalmente también está tipificado el uso de isótopos radiactivos sin autorización.
El juez penal, para afirmar la tipicidad, deberá constatar la existencia o no de una autorización, si es exigida por el tipo. Una vez determinada la autorización a la que se refiere el tipo, habrá de valorarse la licitud o adecuación del acto administrativo en cuanto a su emisión con el ordenamiento jurídico, valorando cuestiones de competencia, plazos, defectos de forma, recursos. No serán válidas en ningún caso las autorizaciones que prescinden totalmente del procedimiento, en cambio, se considerarán vigentes aquellas con vicios subsanables y desconocidos por el administrado.
El dolo del sujeto activo debe abarcar tanto la conducta típica, la condición de los objetos como materiales nucleares o radiactivos así como la validez, legalidad y vigencia de la autorización.
La doctrina mayoritaria considera que se trata de un delito de mera actividad, donde la realización de la acción ya consuma el tipo, siempre que concurra el requisito de la ausencia de autorización debida.

### Segundo párrafo
Cualifica la pena por razón del medio empleado, la fuerza sobre las cosas. No se trata de una cualificación genérica, sino que solo operará respecto del primer párrafo cuando la conducta consista en sustraer.

### Tercer párrafo
Cualifica la pena por razón del medio empleado, violencia o intimidación en las personas. Se impondrá la pena superior en grado.